# Почесний громадянин міста Горішні Плавні
Звання Поче́сний громадяни́н мі́ста Горі́шні Пла́вні засновано 1985 року. Воно стало найвищою оцінкою територіальної громади і присвоюється особам, які мають видатні заслуги, а також зробили особистий внесок у розвиток міста, його економіки, культури, освіти, науки і спорту, чия багаторічна виробнича, благодійна, просвітницька та громадська діяльність одержала визнання комсомольчан. Разом із посвідченням про нагороду вручаються пам'ятний знак та стрічка з написом «Почесний громадянин міста Горішні Плавні».

## Почесні громадяни
Нині звання Почесного мають 16 комсомольчан
| №  | Фото | П. І. П.                                       | Роки життя | За що нагороджений | Рід діяльності, нагороди | Дата присвоєння |
| -- | ---- | ---------------------------------------------- | ---------- | --- | --- | --------------- |
| 1  |      | Фролов Іван Семенович                          |            | За видатний особистий внесок та заслуги у проведенні бойових операцій при звільненні території нинішнього м. Комсомольська, активну суспільно-політичну працю з виховання молоді | Генерал-майор, начальник штабу колишньої Харківсько-Братиславської Червонопрапорної орденів Суворова та Богдана Хмельницького 252-ї стрілецької дивізії. | 1985            |
| 2  |      | Єрьоменко Валентин Іванович                    | 1937-2011  | | Машиніст екскаватора ВАТ «Полтавський ГЗК». Нагороджений орденом Трудового Червоного прапора, медалями «За трудову доблесть» та «Ветеран праці». |                 |
| 3  |      | Нижниченко Віктор Олексійович                  | 1921-2000  | | Колишній керуючий трестом «Кременчукрудбуд». Інвалід Другої світової війни. Під час бойових дій був нагороджений медаллю «За відвагу». За видатні здобутки у будівництві доменних печей був нагороджений золотою медаллю ВДНГ. Кавалер Ордена Леніна (1966 р.) У 2000 р. ім'я Віктора Нижниченка присвоєно гімназії м. Комсомольська. |                 |
| 4  |      | Бугаєвська Людмила Іванівна                    | 1938-2001  | | Колишній директор навчально-виховного комплексу м. Комсомольська. Нагороджена орденом Жовтневої революції, «Знак Пошани», медаллю «Ветеран праці», знаком «Відмінник освіти». Сьогодні навчально-виховний комплекс м. Комсомольська носить ім'я Л. І. Бугаєвської. |                 |
| 5  |      | Коробков Микола Іванович                       | 1935-2019  | | Колишній директор Комсомольського АТП-15347. Нагороджений медалями «За доблесну працю в ознаменування 100-річчя з дня народження В. І. Леніна», «За трудову доблесть», «Ветеран праці», знаком «Переможець соцзмагань» та Почесною грамотою обласної ради народних депутатів. |                 |
| 6  |      | Мартиненко Володимир Петрович                  | 1937-2007  | | Колишній генеральний директор ВАТ «Полтавський ГЗК» (1983–1998). На його рахунку понад 50 наукових праць та винаходів у сфері розробки родовищ корисних копалин. Основні наукові розробки Володимира Петровича експонувалися на ВДНГ. Кандидат технічних наук, академік двох академій: Екологічної та Академії інженерних наук України. Нагороджений Золотою і Бронзовою медалями ВДНГ, лауреат Державної премії УРСР. Нагороджений орденом «Знак Пошани», Почесною грамотою Президії Верховної Ради УРСР та ювілейною медаллю «За доблестний труд», Почесним знаком «Шахтарська слава» трьох ступенів. Був народним депутатом Верховної Ради України першого скликання, неодноразово обирався депутатом обласної та міської рад. |                 |
| 7  |      | Мороз Олександр Григорович                     | нар. 1959  | | Колишній генеральний директор ТОВ «Славутич-Руда-Україна». За успіх в економічному виживанні і розвитку в умовах ринку був відзначений міжнародною академією за лідерство в бізнесі і адміністративній діяльності (Бірмінгем, штат Алабама, США, 1995 р.), за видатні здобутки як керівника підприємства і значний внесок у розвиток суспільства ім'я О. Г. Мороза було внесено до Міжнародного каталогу «Хто є хто в світі» (штат Нью-Джерсі, США, 2001), а також до «Золотої книги ділової еліти України» та «Альманаху пошани підприємництва Полтавщини». Неодноразово обирався депутатом Комсомольської міської ради. |                 |
| 8  |      | Бадагов Володимир Федорович                    | нар. 1945  | | Заступник міністра транспорту і зв'язку України. Колишній генеральний директор ВАТ «Полтавський ГЗК» (1998–2007). Має звання «Заслужений металург України», нагороджений орденом «За заслуги» ІІІ ступеня, медаллю від Міжнародної Кадрової Академії «За ефективне управління». Неодноразово обирався депутатом Полтавської обласної ради. |                 |
| 9  |      | Попов Олександр Павлович                       | нар. 1960  | | Колишній заступник міністра, згодом — міністр з питань житлово-комунального господарства в уряді В. Ф. Януковича (2007 р.), неодноразово обирався міським головою м. Комсомольська у 1994–2006 роках Нагороджений орденом «За заслуги» ІІІ ступеня, Грамотою Президента України, Подякою Міністерства культури і мистецтв України, Почесними грамотами Міжнародної організації фестивалів фольклору і традиційних мистецтв. |                 |
| 10 |      | Василенко Павло Петрович                       | 1939- 2013 | | Очолював виконавчий комітет Комсомольської міської Ради народних депутатів (1980–1987). З 1987 по 1999 рр. працював начальником ремонтно-будівельного управління, а потім заступником генерального директора ВАТ «Полтавського ГЗК» з капітального будівництва. Нагороджений медалями «За трудову доблесть» (1970 р.), «Ветеран праці» (1984 р.), відзнакою Комсомольської міської ради «Вдячність громади» (2005 р.) |                 |
| 11 |      | Афонін Володимир Сергійович                    | нар. 1945  | | Розпочав свою трудову діяльність в тресті «Кременчукрудбуд» у 1965 році. З 1974 року працював на Полтавському гірничо-збагачувальному комбінаті: механіком, майстром, старшим майстром дільниці механізації гірничих робіт. У 2007 році заснував та очолив нове підприємство ТОВ «Феррошлях». Під його керівництвом підприємство підвищило обсяги виробництва та ефективність праці, за що було відзначено нагородами «Лідер Галузі» та «Знак Якості». На сьогодні ТОВ «Феррошлях» є членом Міжнародної торгової палати. |                 |
| 12 |      | Кубіков Володимир Федорович                    | 1936-2012  | | Прибув на республіканську ударну комсомольську будову м. Комсомольська-на-Дніпрі і Дніпровського ГЗК у квітні 1961 року. Працював старшим диспетчером, автомеханіком, шофером Горішнє-Плавненської автобази № 9, слюсарем, майстром, начальником дільниці, а потім цеху Дніпровського ГЗКа, секретарем партійного комітету, заступником генерального директора Полтавського ГЗКа. Очолив у 2003 році Раду клубу першопрохідців «Полтавська магнітка». Нагороджений медалями «За трудову доблесть» (05.04.1970 р.); «40 років Збройних Сил СРСР» (1958 р.); «Ветеран праці СРСР» (1987 р.); «90 років Великої Жовтневої соціалістичної революції» (2007 р.) і відзнакою Комсомольської міської ради «Вдячність громади» (2005 р.)  |                 |
| 13 |      | Лотоус Віктор Вікторович                       | нар. 1964  | | Голова правління ВАТ «Полтавський ГЗК». Як керівник потужного підприємства, головну увагу зосереджує на нарощуванні обсягів виробництва продукції, оновленні й модернізації виробничої бази комбінату, впровадженні комплексу енергозберігаючих заходів, реалізації соціальних проектів. Один із засновників Благодійного фонду ВАТ «Полтавський ГЗК». У 2005 році нагороджений відзнакою Комсомольської міської ради «Вдячність громади», у 2007 році присвоєно почесне звання «Заслужений металург України». |                 |
| 14 |      | Жеваго Костянтин Валентинович                  | нар.1974   | | Народний депутат України, з 1998 року представляє інтереси мешканців Комсомольська, який входить до виборчого округу № 150, у Верховній Раді України; засновник Благодійного фонду «Полтавського гірничо-збагачувального комбінату». За сприяння Костянтина Жеваго у місті Комсомольську реалізовано велику кількість проектів, які направлені на покращення матеріальної бази об’єктів соціальної інфраструктури, будівництво та реконструкцію промислових та житлових споруд, підтримку громадських ініціатив та надання благодійної допомоги як об’єднанням громадян, так і окремим жителям міста. У 2005 році нагороджений відзнакою Комсомольської міської ради «Вдячність громади».                                         |                 |
| 15 |      | Красуля Олександр Сергійович                   | нар. 1952  | | Заступник Голови Правління з технічних питань ВАТ «Полтавський ГЗК». Олександр Красуля розробив і впровадив у життя ідею новітньої технології флотаційної доводки залізорудного концентрату. Під його керівництвом впроваджена сучасна технологія прес-фільтрування, яка дозволяє покращити технологічні та економічні показники підприємства; впроваджена система управління якістю продукції, що випускається відповідно до вимог міжнародних стандартів серії ISO 9000. Обирався депутатом Комсомольської міської ради шостого скликання. Має звання «Заслужений металург України», нагороджений орденами «Знак Пошани» та «За заслуги ІІІ ступеню». У 2010 році нагороджений відзнакою міської ради «Вдячність громади».      |                 |
| 16 |      | Осадченко Роман Альбертович (Митрополит Филип) | нар.1956   | | Митрополит Полтавський і Миргородський. З 1990 року по 1999 рік - настоятель Миколаївського храму міста Комсомольська Полтавської області. У 1990 році за ініціативи та стараннями отця Филипа розпочато будівництво, а в 1994 році урочисто освячено нинішній духовний православний центр Комсомольська – Свято-Миколаївський собор. У жовтні 2013 року з ініціативи митрополита Филипа в нашому місті зведений Трьохсвятительский храм у древньому стилі. Має вчений ступінь доктора богослов'я за дисертацію в галузі православної історії Полтавщини. Нагороджений церковним орденом святого рівноапостольного князя Володимира і державним орденом "За заслуги".                                                             |                 |